# Eria tenuicaulis
Eria tenuicaulis är en orkidéart som beskrevs av Sing Chi Chen och Zhan Huo Tsi. Eria tenuicaulis ingår i släktet Eria och familjen orkidéer. Inga underarter finns listade i Catalogue of Life.